# Лангнау-ім-Емменталь
Лангнау-ім-Емменталь (нім. Langnau im Emmental) — громада  в Швейцарії в кантоні Берн, адміністративний округ Емменталь.

## Історія
Перша згадка датується 1139 роком. Найдавніші землевласники цієї землі була сім'я Кюберга. В 1300 ці землі купили сини короля Німеччини Рудольфа I Габсбурга.
Після битви під Земпахом 1386 ці землі остаточно перейшли до склади Швейцарії. У 1528 році Берн нав'язав протестантську релігію всьому регіону.
У 1653 році відбулося повстання фермерів через економічну кризу після завершення Тридцятирічної війни і переслідування анабаптистів (менонітів). Повстання було знищено, а переслідування тривало до 1730 року. Багато анабаптистів покинули цю місцевість, щоб оселитися в горах Юра.
У 18 столітті Лангнау був важливим центром торгівлі полотнами та сирами. Це було найбільше місто в цьому районі, включаючи Бургдорф. Залізниця була побудовано в місті 1864 року з Берна і продовжувалася до Люцерну в 1875. З відкриттям лінії Готтард в 1882 лінія через Лангнау стала найшвидшим під'їзним маршрутом на південь до відкриття тунелю Лечберга в 1913 році.

## Географія
Громада розташована на відстані близько 26 км на схід від Берна.
Лангнау-ім-Емменталь має площу 48,4 км², з яких на 7,6% дозволяється будівництво (житлове та будівництво доріг), 49,9% використовуються в сільськогосподарських цілях, 41,9% зайнято лісами, 0,7% не є продуктивними (річки, льодовики або гори).

## Демографія
2019 року в громаді мешкало 9320 осіб (+3,4% порівняно з 2010 роком), іноземців було 8,1%. Густота населення становила 193 осіб/км².
За віковим діапазоном населення розподілялося таким чином: 19,7% — особи молодші 20 років, 58,5% — особи у віці 20—64 років, 21,8% — особи у віці 65 років та старші. Було 4149 помешкань (у середньому 2,2 особи в помешканні).
Із загальної кількості 5997 працюючих 498 було зайнятих в первинному секторі, 1443 — в обробній промисловості, 4056 — в галузі послуг.
Зміна кількості населення на графіку:

## Клімат
| Клімат Лангнау (1981-2010) | Клімат Лангнау (1981-2010) | Клімат Лангнау (1981-2010) | Клімат Лангнау (1981-2010) | Клімат Лангнау (1981-2010) | Клімат Лангнау (1981-2010) | Клімат Лангнау (1981-2010) | Клімат Лангнау (1981-2010) | Клімат Лангнау (1981-2010) | Клімат Лангнау (1981-2010) | Клімат Лангнау (1981-2010) | Клімат Лангнау (1981-2010) | Клімат Лангнау (1981-2010) | Клімат Лангнау (1981-2010) |
| Показник                   | Січ.                       | Лют.                       | Бер.                       | Квіт.                      | Трав.                      | Черв.                      | Лип.                       | Серп.                      | Вер.                       | Жовт.                      | Лист.                      | Груд.                      | Рік                        |
| Середній максимум, °C      | 3,2                        | 4,7                        | 8,9                        | 12,5                       | 17,4                       | 20,8                       | 23,3                       | 22,7                       | 18,6                       | 14,0                       | 7,3                        | 3,7                        | 13,1                       |
| Середня температура, °C    | −1                         | 0,0                        | 3,7                        | 7,0                        | 11,5                       | 14,6                       | 16,9                       | 16,5                       | 13,1                       | 9,0                        | 3,1                        | 0,0                        | 7,9                        |
| Середній мінімум, °C       | −4                         | −3,6                       | −0,4                       | 2,3                        | 6,7                        | 9,8                        | 11,9                       | 11,7                       | 8,7                        | 5,2                        | 0,2                        | −2,8                       | 3,8                        |
| Норма опадів, мм           | 80                         | 77                         | 94                         | 101                        | 154                        | 163                        | 155                        | 154                        | 118                        | 97                         | 89                         | 96                         | 1376                       |
| Днів з опадами             | 11,4                       | 10,5                       | 12,8                       | 12,5                       | 14,6                       | 13,8                       | 12,6                       | 12,2                       | 10,2                       | 10,9                       | 11,6                       | 11,9                       | 145,0                      |
| Днів зі снігом             | 5,6                        | 5,7                        | 4,2                        | 1,6                        | 0                          | 0                          | 0                          | 0                          | 0                          | 0,1                        | 2,1                        | 4,7                        | 24                         |
| Вологість повітря, %       | 87                         | 84                         | 79                         | 77                         | 76                         | 75                         | 74                         | 77                         | 82                         | 86                         | 89                         | 88                         | 81                         |
| -------------------------- | -------------------------- | -------------------------- | -------------------------- | -------------------------- | -------------------------- | -------------------------- | -------------------------- | -------------------------- | -------------------------- | -------------------------- | -------------------------- | -------------------------- | -------------------------- |

## Спорт
У місті базується хокейна команда Лангнау Тайгерс.